# Азербејџан на Летњим олимпијским играма 2008.
Азербејџан је учествовао на Летњим олимпијским играма 2008. у Пекингу и било је то његово 4. учешће на Летњим олимпијским играма.
Азербејџан је на Олимпијским играма у Пекингу 2008. учествовао са 44 такмичара у 10 спортова, 9 појединачних и 1 екипа.
Заставу Азербејџана на свечаном отварању Олимпијских игара 2008. носио је рвач Фарид Мансуров.

## Освајачи медаља
| Мед. | Освајач         | Спорт | Дисциплина              | Датум      |
| ---- | --------------- | ----- | ----------------------- | ---------- |
|      | Елнур Мамадли   | Џудо  | - до 73 кг              | 11. август |
|      | Ровшан Бајрамов | Рвање | - до 55 кг грчко-римски | 12. август |
|      | Виталиј Рагимов | Рвање | - до 60 кг грчко-римски | 12. август |
|      | Шахин Имранов   | Бокс  | Перолака                | 14. август |
|      | Мовлуд Миралиев | Џудо  | - до 100 кг             | 16. август |
|      | Марија Стадник  | Рвање | - до 48 кг слободно (Ж) | 21. август |
|      | Хетаг Газјумов  | Рвање | - до 96 кг слободно     | 22. август |

| Спорт  |   |   |   | Укупно |
| Рвање  | 0 | 2 | 2 | 4      |
| Џудо   | 1 | 0 | 1 | 2      |
| Бокс   | 0 | 0 | 1 | 1      |
| Укупно | 1 | 2 | 4 | 7      |

## Учесници по спортовима
| Спорт               | Мушкарци | Жене | Укупно |
| ------------------- | -------- | ---- | ------ |
| Атлетика            | 2        | 0    | 2      |
| Бокс                | 2        | 0    | 2      |
| Ритмичка гимнастика | 0        | 8    | 8      |
| Дизање тегова       | 5        | 0    | 5      |
| Коњичко спорт       | 1        | 0    | 1      |
| Пливање             | 1        | 1    | 2      |
| Рвање               | 13       | 3    | 16     |
| Теквондо            | 1        | 0    | 1      |
| Џудо                | 5        | 1    | 6      |
| 14 спортова         | 30       | 14   | 44     |